# Fotografia química
La fotografia química, també coneguda com a analògica o de carret, és la fotografia tradicional o clàssica en comparació amb la més recentment apareguda fotografia digital. No utilitza tècniques digitals, sinó que es basa en procediments fisicoquímics que involucren l'ús d'un material fotosensible actiu (aplicat sobre plaques de vidre o sobre una pel·lícula flexible de material translúcid, actualment plàstic) i la seva estabilització (revelat) per l'obtenció i el processament de les imatges.
La fotografia analògica ha creat una gran base de coneixement de, per exemple, l'ús dels graus de sensibilitat de les pel·lícules, l'ús de gran varietat de lents, filtres i fonts de llum, l'habilitat o cura de la temperatura, les concentracions i el temps d'ús de líquids reveladors i fixadors... De tots aquests processos tan estudiats n'existeixen taules, fórmules i receptes amb nombres, volums, temperatures, temps i escales.

## Història
La fotografia química neix durant la segona dècada del segle xix com a resultat de la convergència de dos descobriments, la càmera obscura i la fixació de les imatges a partir de substàncies químiques fotosensibles a la llum.

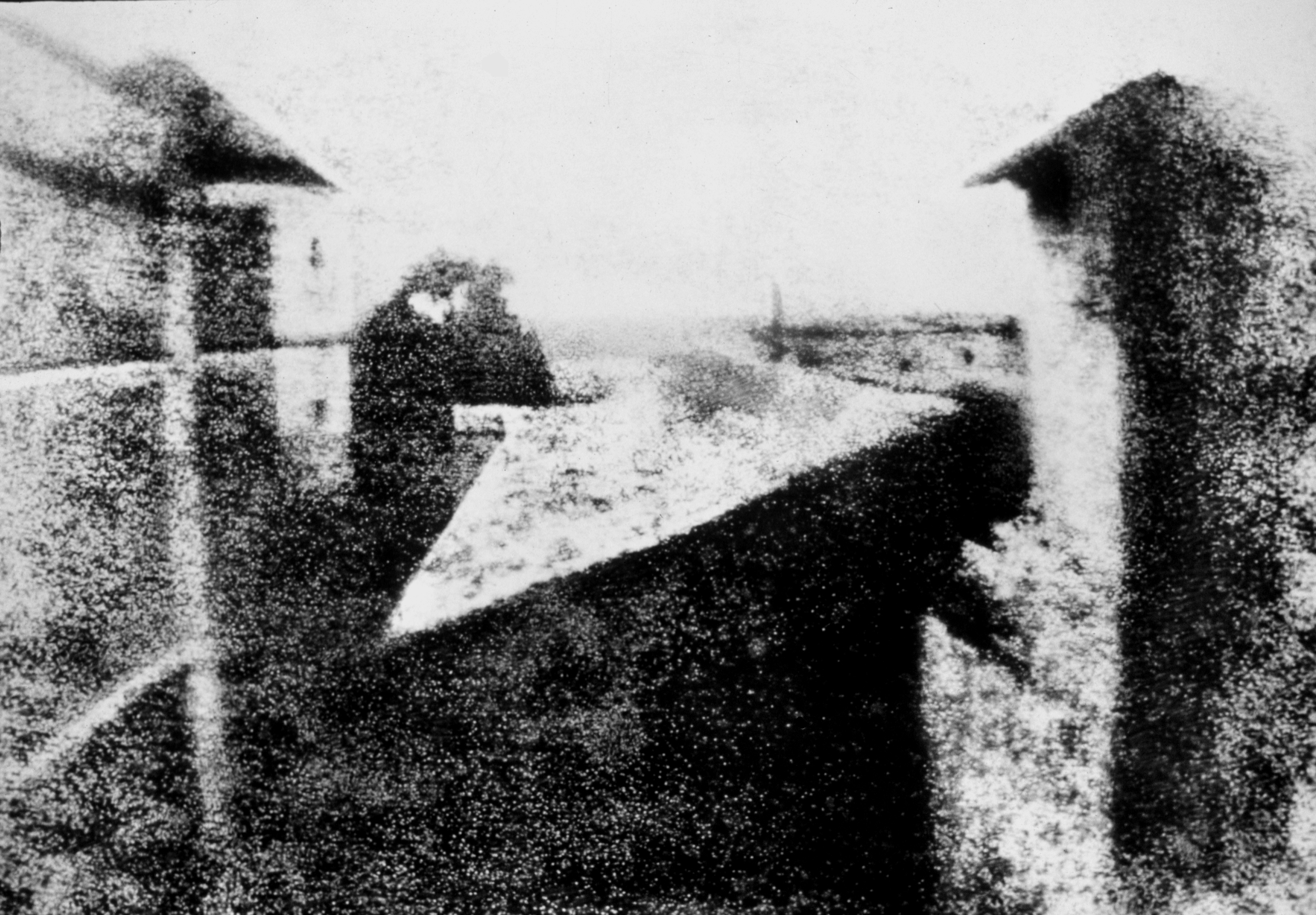
Primera fotografia de la història (heliografia de N.Niepce, 1826 o 27).

Tot això es desenvolupa durant les innovacions tecnològiques de l'època preindustrial. Per tant, podríem dir que la història de la fotografia té el seu inici a principis de segle xix, concretament, quan l'any 1816 el científic francès Nicéphore Niepce comença a fer les primeres proves (que no aconsegueix fixar) fins al que ell anomena “heliografies”.
La fotografia més antiga que es conserva, feta en aquest procés, va ser obtinguda l'any 1826 o 1827 amb la utilització de la càmera obscura i una placa de peltre (un aliatge fet d'estany, coure, antimoni i plom) recoberta amb Betum de Judea.
Aquest primer procés fotogràfic era tan poc sensible a la llum que necessitava de molt llargues exposicions. Concretament, aquesta primera se sap que té una exposició de vuit hores i deu minuts i es considera que està subexposada. S'anomena “Vista des de la finestra de Gras” i s'exhibeix en el Harry Ransom Humanities Research Center, a la Universitat de Texas a Austin.

### Daguerreotip

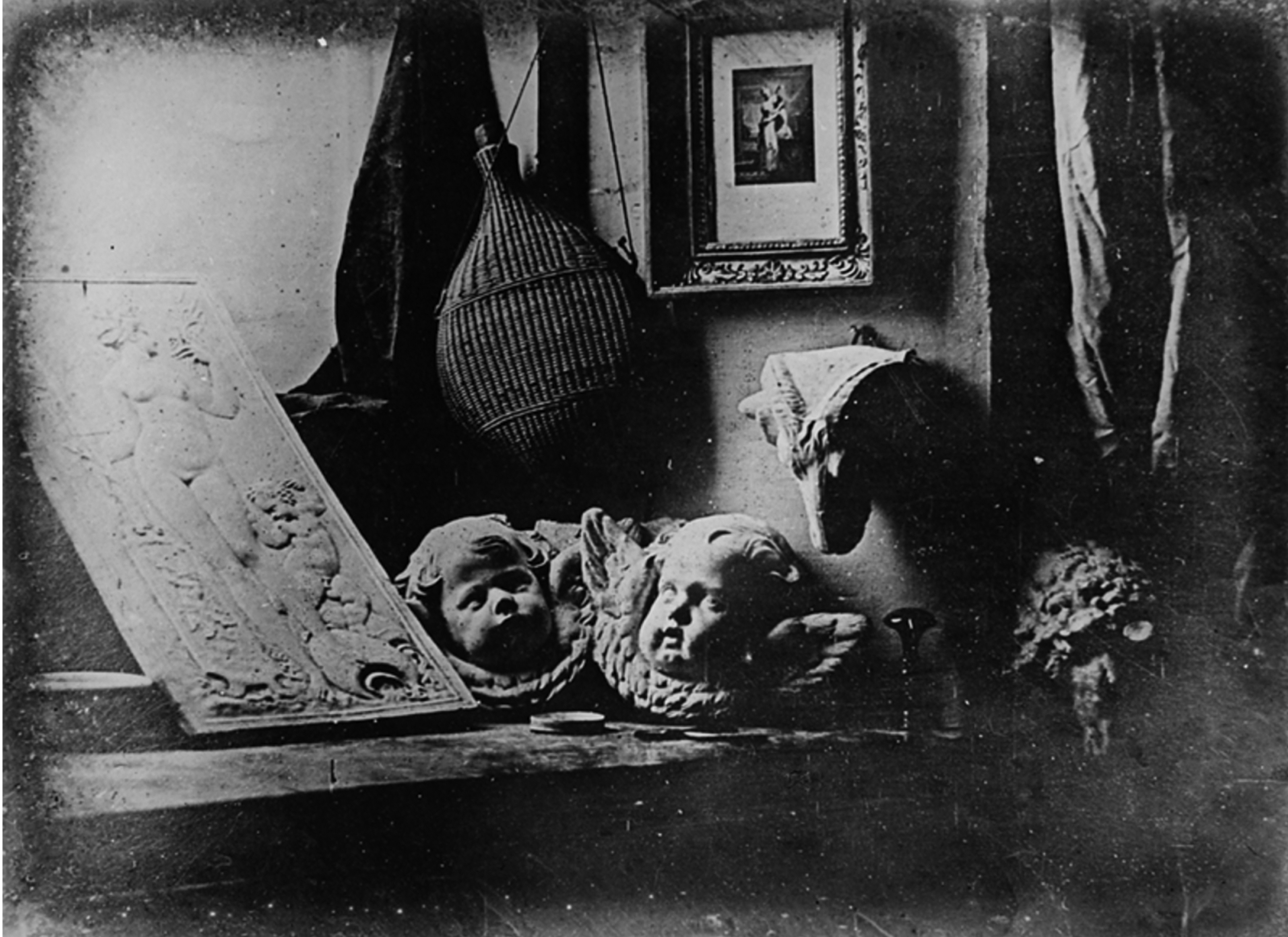
El taller de l'artista (Daguerreotip de Louis Daguerre, 1937)

Les següents innovacions tècniques pel món de la fotografia van ser de Louis Daguerre el 1839, quan va desenvolupar un sistema d'obtenció d'imatges fotogràfiques similar al de Niepce però més desenvolupat per tal de reduir el temps d'exposició de la llum sobre el material fotosensible. La seva invenció va ser anomenada Daguerreotip.
El daguerreotip va ser el primer procediment fotogràfic divulgat internacionalment: el 19 d'agost de 1939 l'Acadèmia de les Ciències de París va oferir al món aquest invent i moltes persones s'hi van desplaçar amb l'objectiu de fotografiar-se. Aquestes imatges es distingeixen perquè es veuen successivament en negatiu o en positiu, segons l'angle d'observació i la incidència de la llum. Però, en conclusió, aquest aparell obtenia resultats fotogràfics en positiu i resolia alguns problemes tècnics de Niepce. Algunes de les fotografies més famoses que s'han fet amb daguerreotip són: Boulevard du Temple (Louis Daguerre, 1939), El retrat d'Abraham Lincoln (Alexander Gardner, 1863) o El taller de l'artista (Louis Daguerre, 1837), d'entre altres. Aquesta invenció va ser utilitzada, sobretot, per fer retrats de la classe burgesa durant la Revolució Industrial, ja que era molt més barat que encarregar una pintura.

### Calotip

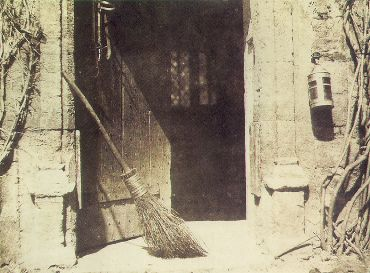
La làmina núm. 6 del llibre The Pencil of Nature de W.E. Fox Talbot és una imatge titulada The Open door on es parla per primer cop d'art en el món de la fotografia.

Paral·lelament al desenvolupament del Daguerreotip, van aparèixer altres tècniques fotogràfiques que van permetre el desenvolupament de la seriació fotogràfica, d'aquesta manera, van aconseguir realitzar més d'una impressió de la mateixa imatge. Aquests mètodes van ser anomenats “Calotip” o “Talbotip”.
El calotip és un mètode fotogràfic desenvolupat per William Fox Talbot, basat en un paper sensibilitzat amb nitrat d'argent i àcid gàl·lic que després de ser exposat a la llum durant uns trenta segons és revelat amb ambdues substàncies químiques i fixat amb hiposulfit. Un cop es té el negatiu, s'ha de col·locar sobre un altre paper sota la llum del sol i s'obté el positiu. La fotografia resultant és de color vermellós i té un aspecte semblant al vellut. Tot i que es podien fer còpies de les fotografies i aquestes eren fàcils de veure (no s'havien d'observar des de diferents angles per veure el positiu), la qualitat era bastant inferior que en els daguerreotips.
Talbot va desplegar el sistema establert fins a l'actualitat del procés negatiu - positiu. Per tant, podríem dir que va establir les bases de la fotografia química.

### Col·lodió humit
El 1855 va sorgir el sistema del col·lodió humit, inventat per Frederick Scott Archer i Gustave Le Gray. Va arribar per solucionar els problemes del daguerreotip i el calotip: el daguerreotip produïa imatges de gran qualitat, però no permetia realitzar còpies i era molt costós; el calotip, d'altra banda, feia servir el paper com a suport i permetia realitzar còpies per contacte, però les fibres del paper feien que no tingués una qualitat tan alta. El col·lodió humit aconseguia gairebé la mateixa qualitat que el daguerreotip, era deu vegades més barat, el temps d'exposició era més curt i permetia fer còpies.

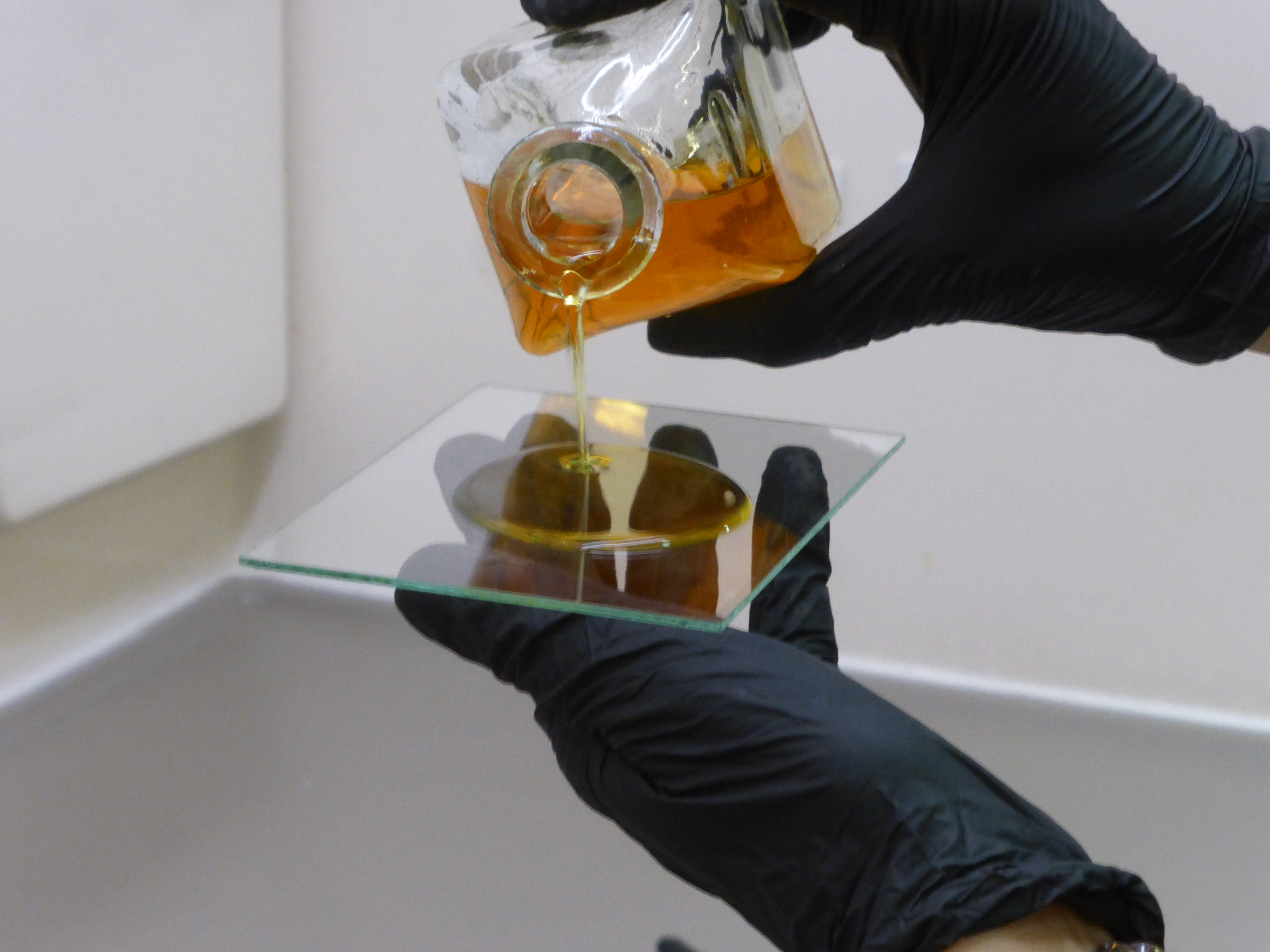
Actualment, hi ha molt d'interès per aquest tipus de tècniques, sobretot pel Col·lodió humit

El col·lodió és una substància composta per una solució de nitrat de cel·lulosa, (un compost bastant inestable i explosiu) èter i alcohol, va utilitzar-se com a cicatritzant de ferides fins que Gustave Le Gray va suggerir que podia utilitzar-se per la fotografia. És un material viscós que s'aboca en estat líquid sobre un suport de metall (ferrotip) o vidre (ambrotip)... i, un cop sec, s'hi adhereix com una capa. El col·lodió en si no és sensible a la llum, s'ha de sensibilitzar posant-lo en contacte amb una solució de nitrat de plata, que farà que es produeixin halurs de plata fotosensibles. És molt important que durant la presa i el revelatge de la placa estigui humida; això vol dir que només poden passar uns deu minuts des que s'aboca el col·lodió fins que es fixa la imatge.
Un cop s'ha preparat la placa, s'introdueix dins la càmera, s'obre l'obturador durant uns segons (aquesta tècnica va reduir el temps d'exposició a uns segons), es revela (normalment amb sulfat de ferro) i es fixa la imatge amb Cianur Potàsic o Hiposulfit de Sodi per evitar l'ennegriment de la imatge amb el pas del temps.
Com que el procés havia de ser a l'instant, els fotògrafs havien d'endur-se el laboratori fotogràfic amb ells durant la presa de fotografies, sovint amb tendes de campanya o carruatges; d'altra banda, les plaques que s'utilitzaven eren molt sensibles i era fàcil que es trenquessin o es ratllessin. Manipular el col·lodió era molt complicat perquè havia de mantenir-se humit durant tot el procés, així que es va començar a investigar en negatius que es poguessin manipular secs i no s'haguessin de revelar immediatament.
Durant els anys posteriors, la fotografia encara no era un invent usat a gran escala. No va ser fins a l'exposició universal de París de 1885, quan aquest art es va exposar al costat d'altres com la pintura o l'escultura, que es va començar a considerar com a tal.

### Placa Seca (al Gelatino-bromur d'Argent)

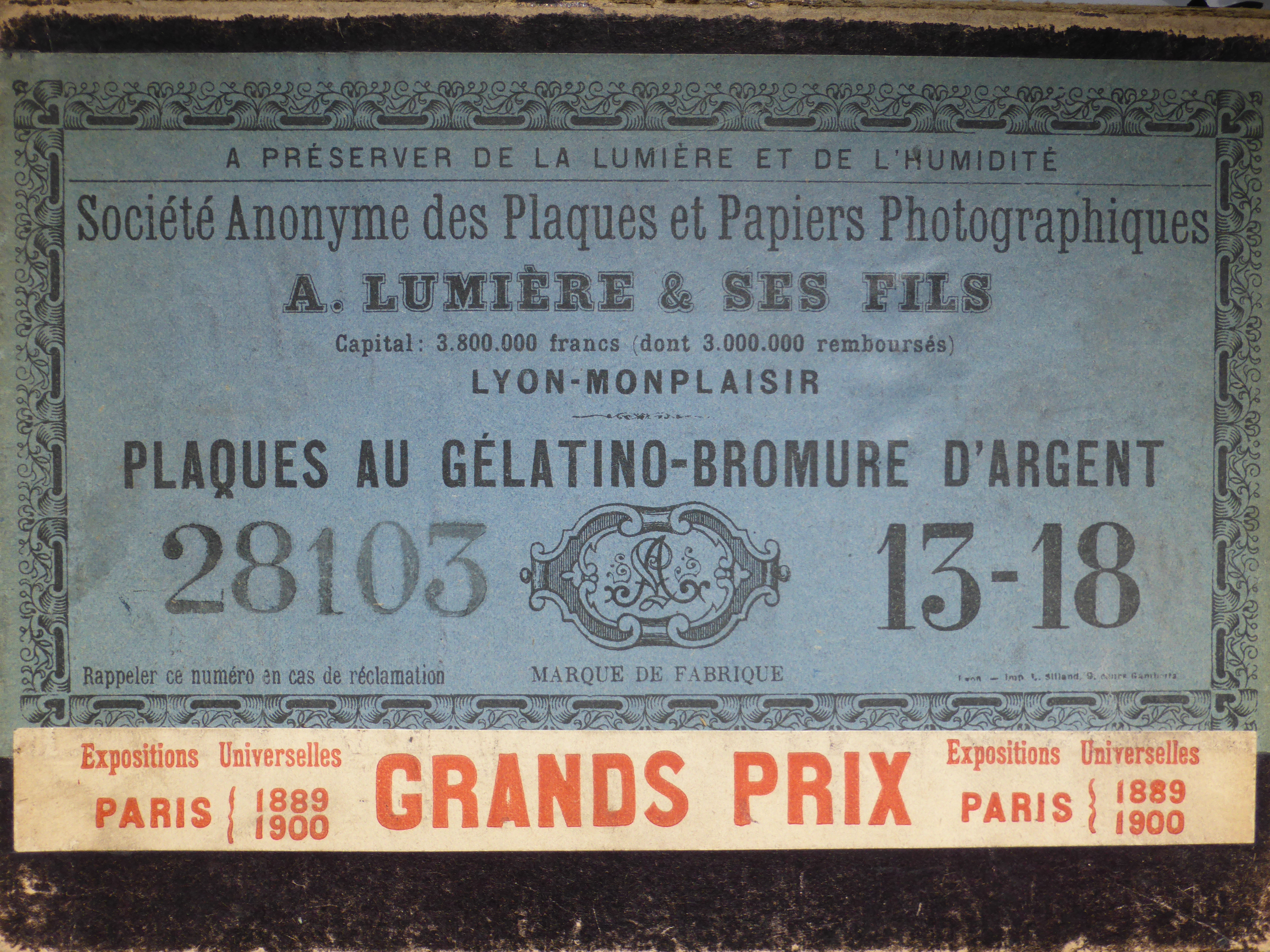
Caixa de plaques seques de la marca Lumière

El 1871, l'anglès Richard Leach Maddox va presentar un procediment que millorava el Col·lodió Humit en diferents aspectes. El mètode consistia a convertir en sec al procés anterior, fent una dissolució de gelatina, bromur de cadmi i nitrat de plata formant-se una emulsió sensible a la llum que es deixava assecar sobre una placa de vidre i mantenia les seves propietats durant mesos, però la superfície emulsionada era molt poc resistent.
Entre el 1872 i el 1878 Eadweard Muybridge, utilitzant aquesta tècnica, va crear la sèrie "El cavall en moviment", un gran avenç en el món de la fotografia i base per a la invenció del cinematògraf. La sèrie va ser un encàrrec de Leland Stanford, governador de Califòrnia i fundador de la Universitat Stanford, que volia comprovar mitjançant la fotografia si, en algun moment, un cavall galopant tenia les quatre potes a l'aire. Al principi (1872), Muybridge va fotografiar el cavall, però no va obtenir bons resultats perquè amb la tècnica del col·lodió humit encara es tardava uns segons a exposar i no es podien fotografiar cossos en moviment. Va fer un viatge a Amèrica, on va seguir fent proves de moviment i quan va tornar va treballar per millorar els negatius i les tècniques d'obturació. En comptes d'utilitzar un obturador manual, va inventar un obturador mecànic que consistia en dos parells de fulles de fusta que lliscaven verticalment per les ranures d'un marc; aquest sistema deixava una obertura de 20 centímetres i permetia exposar a 1/500 de segon. Va col·locar diferents càmeres en una pista de carreres de cavalls, amb els disparadors connectats a una sèrie de cables que activaven el mecanisme quan passava el cavall per davant. Amb aquesta sèrie de 12 fotografies va comprovar que hi ha un moment que el cavall no toca al terra quan galopa.
El compositor Philip Glass va dedicar una obra musical en tres actes a Eadweard Muybridge que va titular The Photographer
Charles Harper Bennett, va millorar aquest procés el 1878 mitjançant un prolongat escalfament de les plaques a 32,2 °C augmentant d'aquesta manera la sensibilitat de l'emulsió. Així es podrien obtenir fotografies a velocitats més altes, el que va propiciar que diverses empreses d'Europa i els Estats Units comencessin a comercialitzar el producte, el que va obrir la porta a l'aparició de les pel·lícules sobre suport plàstic.

### Pel·lícula fotogràfica
El primer rodet de pel·lícula fotogràfica era de paper i va ser inventat el 1884 per George Eastman, substituint les antigues plaques de vidre, molt menys pràctiques. Va ser un invent revolucionari perquè, per primer cop en la història, no es necessitava saber de química ni ser un professional per poder fer una fotografia. Era una pel·lícula amb la qual es podien prendre 100 imatges i va ser comercialitzada per la marca Kodak (marca d'Eastman) i es venia per 25 dòlars. El mateix any va sortir la càmera Kodak 100 Vista, amb un rodet de 100 fotografies i el funcionament següent: els fotògrafs prenien les 100 fotografies, enviaven la càmera a Kodak, aquesta les revelava i retornava el carret revelat i la càmera recarregada.
El 1889 Kodak va patentar una pel·lícula transparent de cel·luloide que permetia portar els carrets a revelar sense haver de portar la càmera sencera. Va ser el moment en què la fotografia va començar a popularitzar-se de veritat.
El 1892 Eastman va fundar l'Eastman Kodak Company, una de les primeres empreses a produir material fotogràfic en sèrie.
Durant la Primera Guerra Mundial (1914-1918) la fotografia va progressar a gran velocitat. Els fotògrafs l'utilitzaven per fotografiar trinxeres, la vida quotidiana, edificis, operacions quirúrgiques, batalles... va ser una eina per immortalitzar la societat del moment i va ser important per reconstruir els pobles en la postguerra. Després d'aquesta etapa, la fotografia es va continuar usant per fotografiar moments de la vida quotidiana com: trens, fàbriques, nuclis urbans... la majoria de la població es va començar a veure reflectida en aquelles imatges, que representaven el seu estil de vida.

### Fotografia en color
L'aparició de la fotografia amb color va ser un desenvolupament posterior estudiat per James Clerk Maxwell, qui va obtenir una de les primeres imatges amb color permanent. Això ho va aconseguir realitzant tres fotografies successives i projectant-les amb tres lents diferents: una de vermella, una de verda i una blava.
L'autèntica primera placa fotogràfica en color, coneguda comercialment com a “Autochrome”, va ser patentada el desembre de 1903 pels germans Lumière, però no va arribar als mercats fins a 1907. Aquestes plaques autochromes es fabricaven a França, i eren transparències o diapositives en suport de vidre recobertes de trossos minúsculs de fècula de patata tenyits.
La primera pel·lícula moderna en color, Kodachrome va ser patentada el 1935 per Kodak i va tenir un gran èxit tant en la fotografia com en el cinema.
El desenvolupament posterior de la fotografia va ser un procés ràpid i impulsat principalment per l'interès per aquesta nova tècnica expressiva. Amb el pas del temps, la fotografia va separar-se a poc a poc de la ciència i va apropar-se més a la representació artística.

### Actualitat
El 1975 va aparèixer la primera càmera digital i el 1990 van sortir al mercat les primeres càmeres digitals pensades pel gran públic, la Dycam Model 1 (1990) i l'Apple QuickTake (1994). En un món cada vegada més tecnologitzat, globalitzat i consumista, on la immediatesa i la practicitat eren tan valorades, era evident que la fotografia química passaria a un segon pla, i així va estar. Durant molts anys, la fotografia de carret s'ha continuat utilitzant a petita escala; els qui encara hi estan aficionats defensen que és més emocionant, màgica i "pura" que la digital.
Cap al 2016 va començar un fenomen impulsat, sobretot, pels millennials i la generació Z: allò vintage i retro torna a estar de moda. Ingrid Zacipa, publicista i investigadora dels fenòmens de consum de la Universitat Central de Colòmbia, opina que"la població juvenil adopta aquestes modes per una profunda necessitat d'adherència, de reconeixement de referents i de cerca de rituals i significats que li donin sentit a un estil de vida que canvia ràpidament per la tecnologia i l'economia". Aquesta moda ha arribat a la majoria d'àmbits: des de sèries i pel·lícules amb ambientació en els anys 80 i 90 i revivals, passant pels vinils, la roba i mobles de segona mà, la música... fins a la fotografia analògica, que també s'ha vist beneficiada. El 2017, el lloc web BH Photo & Video va afirmar que les vendes de carrets havien estat pujant un 5% cada any en els darrers anys.
Lluny d'estar desapareixent, la fotografia analògica ha sobreviscut a l'era de la tecnologia i cada vegada hi ha més fotògrafs que estan tornant a utilitzar-la. Alguns exemples actuals són:
-Li Hui
-Nina Ahn
-Dennis Auburn Arxivat 2019-07-24 a Wayback Machine.
-Cristóbal Escanilla
-Lukasz Wierzbowski

## Avantatges i desavantatges
Article principal: Film vs Digital

### Avantatges
- El temps i la despesa de la fotografia cinematogràfica inculquen artesania i paciència.
- Depenent de la sensibilitat de la pel·lícula es pot obtenir un ampli rang de dinamisme.
- Una imatge impresa (no editable) pot ajudar com a evidència legal del subjecte fotografiat.
- En condicions òptimes de processament i emmagatzematge, una pel·lícula pot tenir una durada per sempre.

### Desavantatges
- La fotografia cinematogràfica necessita més temps i habilitat que la digital.
- La pel·lícula és delicada i necessita un tractament acurat, refrigeració, protecció del sol, protecció de la pols, etc.
- La pel·lícula pot patir un deteriorament, com ara l'emboirament de les fotografies.
- El processament de pel·lícules té un cost econòmic elevat. A vegades s'ha de trobar un laboratori i s'ha d'ampliar o escanejar-se.

## Procés

### Pel·lícula fotogràfica
Per a l'obtenció d'imatges fotogràfiques es fa servir un suport conegut com a pel·lícula, on l'element sensible a la llum és l'halogenur de plata, el qual és el component actiu present en l'emulsió fotogràfica i aquesta, a la vegada, és un col·loide en suspensió sobre una base de gelatina molt pura. La mida i quantitat dels cristalls d'halogenur de plata determinen la sensibilitat de la pel·lícula o velocitat -no confondre amb la velocitat d'obturació- la qual està normalitzada i s'expressa en una escala de sensibilitat fotogràfica estandarditzada anomenada ISO. Quan s'obre l'obturador per un breu instant, la llum entra per l'objectiu incideix sobre la pel·lícula, i deixa sobre ella la impressió de la imatge, que en aquest punt rep el nom d'imatge latent, que s'anirà descomponent a partir d'aquest moment fins a ser revelada. En realitat, la llum dona lloc a l'inici d'un procés físicoquímic, produint un punt de sensibilitat en el compost, obtenint així una imatge latent i, quan la pel·lícula se submergeixi en el líquid revelador, mitjançant un procés de reducció-oxidació, tindrà lloc la descomposició de l'halogenur, obtenint així una imatge visible.

### Obtenció de la imatge
Cada pel·lícula té una determinada sensibilitat -100, 200, 400 ISO-, per tant, li correspon una determinada quantitat de llum per aconseguir l'exposició correcta. Aquesta quantitat és el que s'anomena EV -en anglès, Exposure Value-. Com major és la sensibilitat, menys quantitat de llum necessita.
Per a obtenir un correcte valor d'exposició (EV), les càmeres fotogràfiques tenen el diafragma i l'obturador. Per fer una analogia entre l'ull i una càmera fotogràfica:
- Diafragma: És l'iris de l'ull. Obrint-se més o menys, aconseguim que entri una determinada quantitat de llum.
- Obturador: És la parpella de l'ull. Tenint-lo més o menys temps obert, obtenim una major o menor incidència de la llum en la pel·lícula
- Objectiu: És el cristal·lí. S'encarrega d'enfocar la vista, de manera que els objectes surtin nítids a la pel·lícula.
- Pel·lícula: És la retina. On es formen les imatges que queden de forma latent fins que es revela la pel·lícula.

Mitjançant un exposímetre o un fotòmetre es mesura l'EV necessari per a cada pel·lícula. Posem per cas que dona com a resultat una velocitat d'1/500 i diafragma 4. Aquest EV és equivalent a pujar la velocitat i baixar el diafragma, o baixar la velocitat i pujar el diafragma. La velocitat sol ser expressada en 1 s, i el diafragma en el número f.
| Velocitat d'obturació | Diafragma {\displaystyle f} |
| --------------------- | --------------------------- |
| 1/500 s               | 4                           |
| 1/250 s               | 5.6                         |
| 1/1000 s              | 2.8                         |

Tots aquests valors són el mateix EV per a una determinada quantitat de llum. Per tant, podem escollir qualsevol combinació d'aquestes per obtenir una exposició correcta. Depenent del que vulguem aconseguir escollirem una combinació o una altra: si volem que el camp nítid sigui major, posarem un diafragma més tancat (5.6 f ofereix una major profunditat de camp que 2.8 f), o si volem parar el moment en el temps, posarem una velocitat d'obturació més alta (1/1000 segons paralitza més la imatge que 1/250 segons).
També s'ha parlat de l'expressió "forçar" la pel·lícula. Forçar la pel·lícula és un procediment pel qual utilitzem una pel·lícula d'una sensibilitat determinada a una sensibilitat molt superior. Per a fer-ho, posem a la càmera la sensibilitat que volem usar i disparem les fotografies. Al moment de revelar, s'ha de compensar aquesta sensibilitat augmentant la temperatura del revelador (haurem de ser nosaltres mateixos qui revelem els carrets, ja que a les botigues de revelatge tot el procés va mecanitzat i no es forçarà la pel·lícula).

### Revelatge
El revelatge és el procés amb el qual s'obté una imatge visible a partir d'una pel·lícula. La imatge obtinguda amb aquest procés, té els seus valors de llum invertits respecte a la captura original, per la qual cosa es coneix a la pel·lícula com a negatiu. El procés de revelatge consta de sis passos: 
1. Preparació: per poder revelar un negatiu, l'entorn ha de complir unes certes condicions. S'ha de treballar sense llum (només amb llum vermella, que no afecta el paper fotogràfic) i, si és possible, amb 20 °C de temperatura. Cada revelador indica, en una taula, el temps de revelatge segons la temperatura.
2. Revelatge: se submergeix la pel·lícula en un tanc amb el líquid revelador. El revelador elimina la primera capa protectora de la pel·lícula i fa que la gelatina present es torni més esponjosa. Aquest tanc s'ha de sacsejar els primers trenta segons i després cinc vegades cada vint-i-cinc segons fins a arribar als 7 minuts i mig. Durant aquest procés, l'halogenur de plata es transforma en plata metàl·lica negra.
3. Bany d'aturada: consisteix a remullar els negatius amb l'aturador (solució d'un àcid dèbil amb aigua) durant uns 30 segons per aturar el revelatge i eliminar els residus del procés. Aquest àcid neutralitza l'alcalinitat del revelador que ha quedat a la gelatina i el neutralitza.
4. Fixat: es banyen una altra vegada els negatius amb el fixador per eliminar els residus d'halogenur de plata, perquè si no espatllarien la fotografia. Aquestes zones es convertiran en zones transparents a la pel·lícula (i en zones negres durant el revelatge). El procés tarda uns 3 minuts, però tot depèn de la temperatura, la composició química del fixador... en general, aquest temps s'especifica a l'envàs del fixador.
5. Rentat: abans d'acabar amb el positivat, s'han de rentar els negatius per eliminar qualsevol resta de composts originats durant el revelatge. Per fer-ho, s'han de rentar els negatius amb aigua des de 15 fins a 60 minuts i penjar-los perquè s'assequin (en aquest pas s'ha de tenir molta cura perquè els negatius estan especialment sensibles i qualsevol empremta o frec podria espatllar-los).

### Positivat
El positivat és l'últim pas, amb el que s'obté una fotografia visible i positivada sobre un suport opac a partir del negatiu. Es pot fer de dues maneres: per contacte i per ampliació.
- Contacte: en el procés de positivat per contacte s'aconsegueix la fotografia final posant el negatiu en contacte amb el paper fotogràfic fotosensible i exposant-lo a la llum. Aquest paper reacciona enfosquint les zones en què ha tocat més la llum i aclarint aquelles en què el negatiu és tan opac que no hi passa la llum o n'hi passa molt poca. D'aquesta manera, s'aconsegueix fer el positivat: en el paper queda la imatge contrària al negatiu, les zones fosques s'aclareixen i les clares s'enfosqueixen. Tot i que aquest mètode és fàcil i no requereix cap material, té un gran problema i és que les fotografies surten de la mateixa mida que els negatius de la pel·lícula (de mida molt petita). El positivat de contacte s'utilitza, sobretot, per fer fulls de contacte: un full amb totes les imatges en mida petita, que facilita la feina de visualitzar i seleccionar les millors fotografies per a l'ampliació posterior.
- Ampliació: és el tipus de positivat més comú i es fa mitjançant un aparell electrònic anomenat ampliadora. Per positivar el negatiu amb aquest instrument, s'han de seguir els passos següents: primer, s'ha de col·locar el negatiu sobre la porta-negatius; després, s'ha d'apagar la llum i encendre el de l'ampliadora, que començarà a projectar la imatge; aquest serà el moment d'enfocar-la i ajustar-ne la mida. L'ampliadora té un filtre vermell per la llum que evita que es veli la fotografia, és a dir, que s'esborri la imatge del negatiu per excés de llum. Un cop s'ha ajustat el negatiu, s'ha de col·locar el paper fotogràfic a la base de l'ampliadora, establir un temps determinat amb temporitzador, retirar el filtre vermell i engegar el procés d'exposició.[13][14]

## Formats
El format més popular de la pel·lícula química és la de 35 mm (també coneguda com a pel·lícula 135), utilitzada en la majoria de càmeres rèflex i compactes fins al final del segle xx. Després d'aquest format, els més populars són el format mitjà (120, 220), Polaroid (revelat instantani), i els grans formats (4x5", 5x7" i 8x10" principalment). L'últim format que ha aparegut ha estat l'Advanced Photo System (conegut pel seu acrònim APS), que permetia exposar la seva pel·lícula en formats C/H/P. Tot i que possiblement és el menys popular de tots els formats, les seves mides es van usar de base per als primers sensors de la fotografia digital. SLR evoluciona a Full Frame.